# Scheltema (café)

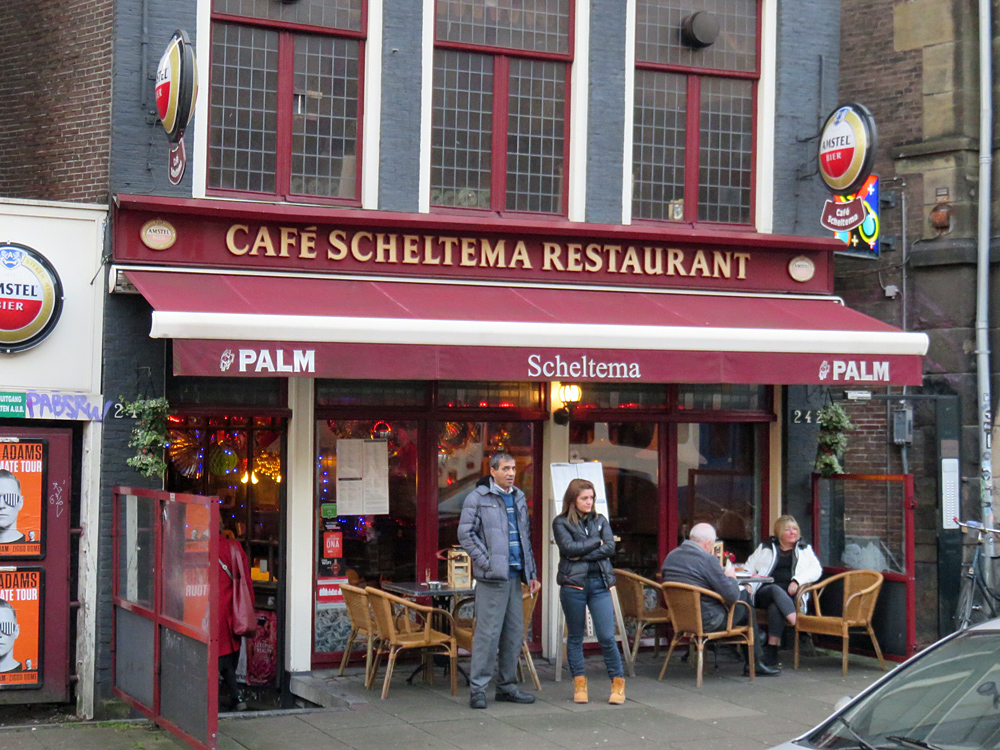
Café Scheltema aan de Nieuwezijds Voorburgwal in Amsterdam

Scheltema is een café aan de Nieuwezijds Voorburgwal 242 in Amsterdam. Het werd geopend op 28 april 1908 en stond lange tijd bekend als journalistencafé.

## Karakter
Vanwege de vele kranten die aan de Nieuwezijds Voorburgwal gevestigd waren, werd dit ook wel de Fleet Street van Nederland genoemd. De journalisten die daar werkten bezochten aanvankelijk regelmatig hotel-café Palais Royal, dat in 1877 geopend was op de hoek van de Nieuwezijds Voorburgwal en de Paleisstraat, pal achter het Paleis op de Dam.
Toen Palais Royal in 1921 gesloten werd verkasten de journalisten naar het iets verderop gelegen Scheltema, dat in de jaren vijftig en zestig zijn bloeiperiode als journalistencafé had. Bekende schrijvers en journalisten die men hier soms wel de hele dag kon aantreffen waren onder meer Simon Carmiggelt, Annie M.G. Schmidt, Gerard Reve, Harry Mulisch, Remco Campert en Henk Hofland.
De journalisten trokken op hun beurt weer uiteenlopende andere bezoekers aan, waaronder artiesten als Kees van Kooten en Wim de Bie, Rijk de Gooyer, Wim T. Schippers, maar ook voetballers als Jan Mulder en Piet Keizer, politicus Hans van Mierlo en Majoor Bosshardt.
Met de klassieke bruine-kroegsfeer en onder meer een grote kachel en oude foto's en krantenartikelen aan de muren, is het interieur van Scheltema in de loop der tijd nauwelijks veranderd.

## Geschiedenis
Begonnen is het allemaal met het huwelijk in 1879 van A.P. Scheltema (1851-1940), telg uit het geslacht Scheltema, met Anna Maria Augustinus, wier moeder het café aan de voet van de Nieuwe Kerk uitbaatte. Op een schilderij van Breitner in het Amsterdam Museum is boven de deur te lezen: Wed. Augustinus. Na het huwelijk gaat dat eerste etablissement dan Scheltema heten. Dat is te zien op een foto van Breitner uit die tijd.

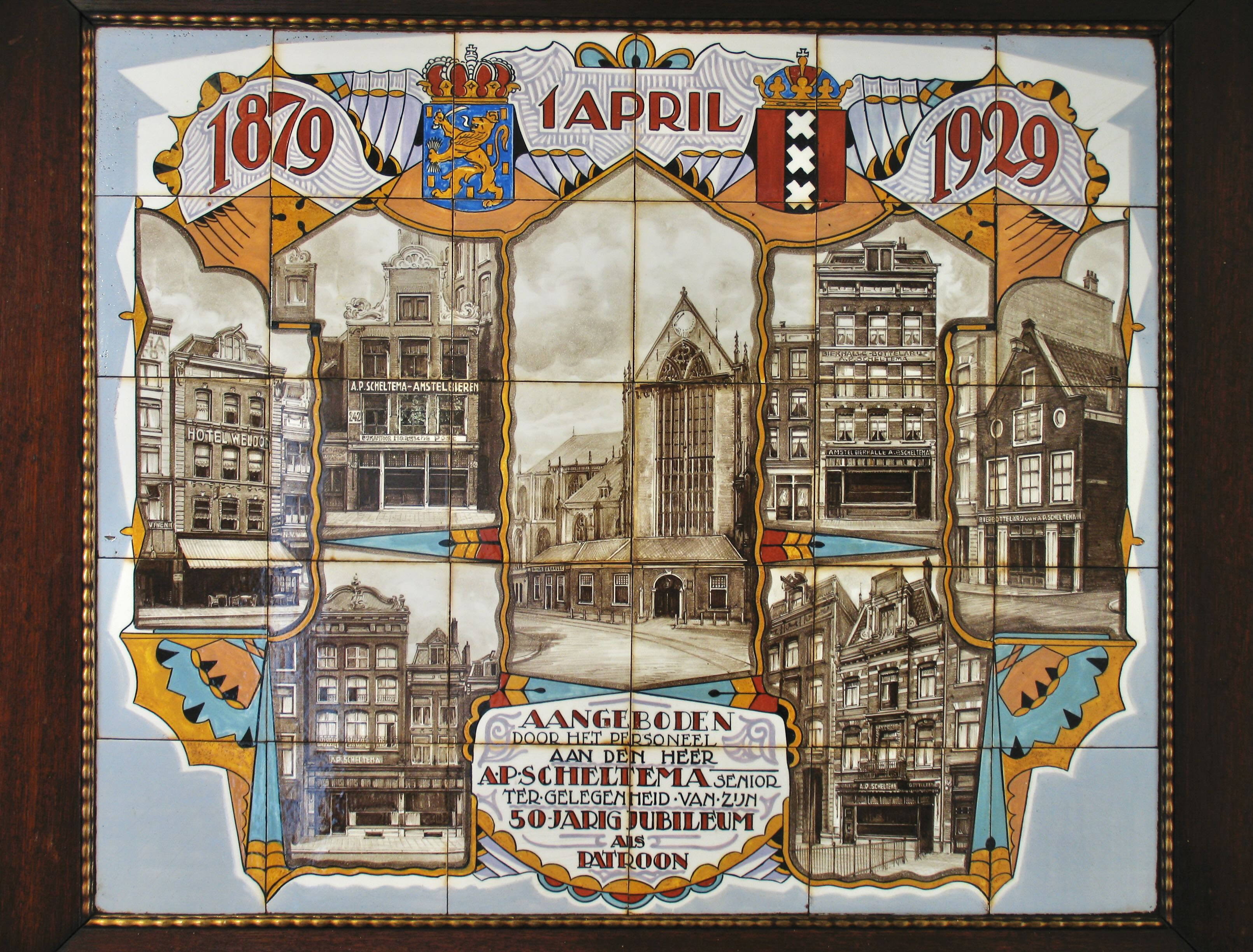
Tegeltableau aangeboden aan A.P. Scheltema in 1929 bij zijn 50-jarig jubileum als 'patroon'.

In 1908 kocht Scheltema het pand N.Z. Voorburgwal 242, een voormalige melksalon, omdat het café aan de kerk moest worden verlaten. In de jaren daarna ontwikkelden de zaken zich voorspoedig en kwam er een aantal horeca-gelegenheden bij, allemaal in Amsterdam. Op een tegeltableau (zie foto) dat in 1929, vijftig jaar na de start van het eerste Café Scheltema, werd aangeboden zijn behalve het pand aan de kerk nog een zestal cafés, restaurants en een hotel van de familie te zien. Deze verloren in de loop van de tijd allemaal de naam Scheltema, behalve NZ Voorburgwal 242.
Na het overlijden van Scheltema Sr. in 1940, kocht kleinzoon A.P. Scheltema het café uit de erfenis, niet wetend dat de Nieuwezijds zich na de oorlog zou ontpoppen als "de Amsterdamse Fleet Street, met Scheltema als dorpspomp". (Henk Hofland)
In december 1967 nam Willem (Wim) de Lange Sr., die sinds 1961 als kelner in het café had gewerkt, de zaak over van Appie Scheltema. Het leek een lucratieve investering, maar in de daaropvolgende jaren vertrokken geleidelijk aan alle krantenredacties uit de straat. In 1972 draaide het café nog maar een derde van de omzet. De functie van Scheltema als journalistencafé was overgenomen door café Hesp aan de Weesperzijde, vlak bij de Wibautstraat, waar het Parool, de Volkskrant en Trouw heen waren verhuisd. Hesp verloor dit karakter op zijn beurt toen de kranten rond 2005 naar Oostenburg verhuisden.
Het 100-jarig bestaan van Scheltema in 2008 werd niet gevierd, aangezien de uitbaters, vader en zoon De Lange, dit jubileum over het hoofd hadden gezien. Erkenning kwam er wel ter gelegenheid van het 110-jarig jubileum, waarvoor de zaak de Jubileumpenning van de stad Amsterdam uitgereikt kreeg. Dit gebeurde op 20 december 2017, de datum dat café Scheltema precies 50 jaar geleden door de Willem de Lange overgenomen werd. Hijzelf was echter exact twee maanden eerder op 83-jarige leeftijd overleden.